# Neomochtherus patruelis
Neomochtherus patruelis är en tvåvingeart som först beskrevs av Wulp 1872.  Neomochtherus patruelis ingår i släktet Neomochtherus och familjen rovflugor. Inga underarter finns listade i Catalogue of Life.